# 尚惟善
尚惟善（法語：Louis-Gabriel-Xavier Jantzen，1885年9月23日—1953年8月28日），巴黎外方传教会会士，天主教重庆总教区总主教（1925年2月16日-1950年10月24日）。

## 生平
1885年9月23日，尚惟善出生在法国南锡，1909年9月26日，成为巴黎外方传教会神父。
1910年，尚惟善神父到达中国重庆传教。1925年2月16日被任命为重庆代牧区第四任宗座代牧，1926年9月21日祝圣。1946年4月11日，教廷在中国推行圣统制，改称重庆总教区总主教。
1948年，尚惟善总主教按教廷训令，布置大修院修生转移至罗马和槟榔屿，并大力推动在教友中建立圣母军。1949年12月，解放军占领重庆后，尚惟善总主教考虑到特殊情况，向四川省的神父发函暂授神职权限。
1950年4月，因为教会教产问题，尚惟善总主教面临压力，10月24日退休，由石明亮神父代理。然而在1951年，位于市中心蹇家桥（今五四路92号）的真原堂主教府建筑群被重庆市公安局占用。1951年3月8日，尚惟善总主教将董世祉神父从上海调来重庆。6月23日，董世祉在重庆市天主教徒的集会上发表“两全其美，自我牺牲”的演说，而被捕失踪。随后重庆市举行针对董世祉的批判会。同年12月，圣母军亦被作为反动组织进行镇压（參見聖母軍事件）。
1952年4月3日，尚惟善总主教以抗拒缴税及行贿的罪名被驱逐出境。1953年8月28日，尚惟善总主教去世，享年67岁。